# Jan Berger
Jan Berger (Praga, 27 de novembro de 1955) é um ex-futebolista profissional tcheco que atuava como defensor, campeão olímpico em Moscou 1980

## Carreira
Jan Berger representou o seu país nos Jogos Olímpicos de Verão de 1980, conquistando a medalha de ouro.